# 동남아프리카 공동시장
동남아프리카 공동시장 (COMESA, Common Market for Eastern and Southern Africa)은 튀니지에서 에스와티니에 이르는 21개 회원국들의 자유 무역 지대이다. 동남아프리카 공동시장은 1994년 12월 설립되어, 1981년에 설립된 우선 무역 지대 (PTA, Preferential Trade Area)을 대체하게 되었다. 2000년 지부티, 이집트, 케냐, 마다가스카르, 말라위, 모리셔스, 수단, 잠비아, 그리고 짐바브웨 등 9개의 회원국이 자유 무역 지대를 설정하였으며, 2004년 르완다와 부룬디가 FTA를 체결하면서 합류하였고, 2006년에 코모로와 리비아, 2009년에 세이셸, 2018년에는 튀니지와 소말리아가 참여하게 되었다.
동남아프리카 공동시장은 아프리카 경제 공동체의 일부이다.
2008년, 동남아프리카 공동시장은 동아프리카 공동체와 남아프리카 개발 공동체와 함께 확장된 자유 무역 지대를 설정하는데 협의하였다. 동남아프리카 공동시장은 또한 관광객 증대를 위해 통일된 비자 제도도 고려하고 있다.

## 같이 보기
- 무역 블록
- 동아프리카 공동체
- 중앙아프리카 국가 경제 공동체
- 남아프리카 개발 공동체
- 아랍 마그레브 연합